# Chalmersova technická univerzita
Chalmersova technická univerzita (švédsky: Chalmers tekniska högskola), často nazývána jen Chalmers, je soukromá technická univerzita ve švédském městě Göteborg. Škola byla založena roku 1829 díky daru Williama Chalmerse, ředitele Švédské Východoindické společnosti. Až do roku 1937 fungovala jako soukromá. Poté ji švédská vláda znárodnila a učinila z ní druhou státní technickou univerzitu v zemi. V roce 1994 se však znovu přeměnila na soukromou instituci, byť si stát udržuje nad nadací, jež ji vlastní, kontrolu. Patří ke třem švédským univerzitám, které nesou jméno po osobnosti (spolu s Institutem Karolinska a Linného univerzitou). Univerzita je rozčleněna na 13 fakult (departmentů). V roce 2002 měla 10,5 tisíce studentů. Podle žebříčku QS World University Rankings 2024 je Chalmersova technická univerzita 129. nejlepší vysokou školou na světě (56. v Evropě) a 117. nejlepší technickou univerzitou světa. K nejznámějším absolventům patří nositel Nobelovy ceny za fyziku Gustaf Dalén. Školu vystudoval i předseda Mezinárodního olympijského výboru Sigfrid Edström. Škola je proslulá studiem grafenu a snahou o jeho aplikaci v průmyslu. Také se zaměřuje na vývoj kvantových počítačů.